# Jaworek (Międzylesie)
Jaworek (deutsch Urnitz) ist ein Ort in der Stadt- und Landgemeinde Międzylesie im Powiat Kłodzki der Woiwodschaft Niederschlesien in Polen. Es liegt neun Kilometer nordöstlich von  Międzylesie (Mittelwalde).

## Geographie
Jaworek liegt im Süden des Glatzer Kessels am westlichen Abhang des Glatzer Schneegebirges. Nachbarorte sind Marianówka (Mariendorf) im Norden, Międzygórze (Wölfelsgrund) im Nordosten, Nowa Wieś (Neundorf) im Süden, Gajnik (Hain) und Roztoki (Schönfeld) im Südwesten, Domaszków (Ebersdorf) im Westen und Wilkanów (Wölfelsdorf) im Nordwesten.

## Geschichte
Urnitz wurde erstmals 1361 als „czu dem Ohorns“ erwähnt. Weitere Bezeichnungen waren Auharn (1470), Jaworek (1479), Awhorns (1480), Ohorns (1560), Arniß (1653) sowie Jawornick. Es gehörte zum Habelschwerdter Distrikt im Glatzer Land, mit dem es die Geschichte seiner politischen und kirchlichen Zugehörigkeit von Anfang an teilte. Es war zunächst zur Herrschaft Mittelwalde untertänig und gelangte um 1552 unter Georg von Kammerstein zur Herrschaft Wölfelsdorf. 1578 besaß Wölfelsdorf nebst Urnitz Gipprand von Gellhorn, dem auch der Niederhof in Kieslingswalde gehörte. Nach dessen Tod um 1586 fielen seine Besitzungen als erledigtes Lehen durch Heimfall an den böhmischen Landesherrn zurück. Er verkaufte Wölfelsdorf mit Urnitz vermutlich 1594 dem Michael von Tschirnhaus, dem bereits die Herrschaft Mittelwalde gehörte. Nach seinem Tod um 1607 besaßen dessen Söhne Friedrich, Hans und David Heinrich die ererbten väterlichen Güter gemeinschaftlich. Nachdem sie in den Freiherrenstand erhoben und die Lehensgüter ins Erbe versetzt worden waren, teilten die drei Brüder um 1610 die Besitzungen. Die Herrschaft Wölfelsdorf mit Urnitz erhielt der mittlere Bruder Hans von Tschirnhaus. Vermutlich verkaufte er sein Gut seinem Bruder Friedrich, der für das Jahr 1614, in dem er verstarb, als Besitzer der Herrschaft Wölfelsdorf nachgewiesen ist. Im selben Jahr gelangte Wölfelsdorf mit Urnitz an den jüngsten Bruder David Heinrich auf Mittelwalde. Als Anhänger des Winterkönigs Friedrich von der Pfalz wurde er von diesem am 12. Mai 1620 zum Glatzer Landeshauptmann ernannt. Nach der Rückeroberung der Grafschaft Glatz durch die Kaiserlichen 1622 wurde er des Amtes enthoben und seine Besitzungen konfisziert. 1653 gelangte die Herrschaft Wölfelsdorf an Michael Ferdinand von Althann († 1658), der auch die Herrschaften Mittelwalde und Schönfeld erwarb. Er errichtete mit Genehmigung des Landesherrn aus den Herrschaften Schönfeld, Mittelwalde und Wölfelsdorf ein Majorat, das bis 1945 im Besitz der Herren von Althann verblieb.
Nach dem Ersten Schlesischen Krieg 1742 und endgültig mit dem Hubertusburger Frieden 1763 fiel Urnitz zusammen mit der Grafschaft Glatz an Preußen. Nach der Neugliederung Preußens gehörte es seit 1815 zur Provinz Schlesien und war zunächst dem Landkreis Glatz eingegliedert. 1818 erfolgte die Umgliederung in den Landkreis Habelschwerdt, zu dem es bis 1945 gehörte. Seit 1874 war die Landgemeinde Urnitz dem Amtsbezirk Wölfelsdorf eingegliedert, zu dem auch die Landgemeinden Weisbrodt, Wölfelsdorf und Wölfelsgrund gehörten. 1939 wurden 483 Einwohner gezählt.
Als Folge des Zweiten Weltkriegs fiel Urnitz 1945 wie fast ganz Schlesien an Polen und wurde in Jaworek umbenannt. Die deutsche Bevölkerung wurde vertrieben. Die neu angesiedelten Bewohner waren teilweise Zwangsumgesiedelte aus Ostpolen, das an die Sowjetunion gefallen war. Da viele der Bewohner in den Nachkriegsjahren Jaworek wieder verließen, ging die Einwohnerzahl deutlich zurück, und zahlreiche Häuser verfielen. Von 1975 bis 1998 gehörte Jaworek zur Woiwodschaft Wałbrzych (Waldenburg).

## Sehenswürdigkeiten
- Die 1791 errichtete St.-Barbara-Kirche besitzt eine spätbarocke Kanzel. Der Hochaltar sowie das Gemälde der Kirchenpatronin stammt aus der Zeit um 1900. Die flache Decke ist mit einem Gemälde geschmückt.